# 조선의 출판물
조선의 출판물은 조선민주주의인민공화국의 도서 전문 웹사이트이다.

## 주요 출판물
- 전승을 안아오신 위대한 령장
- 세계가 본 김정은령도자
- 조선민족제일주의정신을 높이 발양시키자
- 위인전설집
- 회고록 《세기와 더불어》
- 화보 《조선》
- 잡지 《금수강》
- 김일성전집
- 김정일전집
- 조선의 이름난 료리

## 같이 보기
- 우리민족끼리
- 내나라
- 조선중앙TV
- 조선중앙통신
- 조선민주주의인민공화국의 인터넷
- 인터넷
- 홈페이지
- 사이트
- 도서
- 출판
- 책
- 잡지
- 서적